# Grünwald
Grünwald er en kommune i Landkreis München (Oberbayern), i den tyske delstat Bayern.

## Geografi
Grünwald ligger i im Isardalen syd for München. Nabokommuner er ud over München, Oberhaching, Straßlach-Dingharting og Pullach im Isartal. Området regnes for et af de mest eksklusive boligområder i Tyskland.

### Inddeling
I kommunen er der ud over Grünwald 5 landsbyer og bebyggelser
1. Brunnhaus
2. Geiselgasteig
3. Oberdill
4. Sauschütt
5. Wörnbrunn

## Historie
I kommunen har der været talrige keltiske og romerske bebyggelser, da der her var et vadested, over den dengang stadig rivende flod Isar.
Første skriftlige optegnelse om byen er fra 1048 under navnet „Derbolvinga“. I slutningen af det 13. århundrede byggede Ludwig den Strenge Burg Grünenwalde, eller som den hedder nu Burg Grünwald, som så har givet byen dens nuværende navn
Burg Grünwald var jagtslot for de bayerske hertuger, senere ammunitionsdepot og fængsel. Nu er dele af borgen beboelse, men den huser også Burgmuseum Grünwald, der huser en del af Archäologische Staatssammlung München.